# ニシヨモギ
ニシヨモギとは、本州（関東以西）から沖縄に分布し、日当たりのよい路傍や草地に見られる、ヨモギの一種の多年草である。

## 概説
植物界被子植物門双子葉植物綱キク亜綱キク目キク科ヨモギ属に属し、関東以西に分布する植物である。
沖縄ではフーチバーと呼ばれ栽培が行われている一般的な食材であり、ねぎのように薬味にし、ご飯に炊き込んだり、イカの墨汁（コブシメ）などにも使われている。雑炊に入れた「フーチバージューシー」も日常的な調理法である。
因みにフーチバーとはうちなーぐちで「フーチ（病気）」を治す「バー（葉）」という意味であるが、この語は長崎弁や博多弁など九州方言に見られる「フツ」、「フツッパ（フツの葉の意）」と同根であると考えられる。雑炊に入れた「フーチバージューシー」も日常的な調理法である。